# Adila (Einheit)
Adila war eine Masseneinheit (Gewichtsmaß) in Dschidda (Saudi-Arabien). Nach Walther Hinz war das Maß schon im 14. Jahrhundert bekannt.
1 Adila = ½ Himl = 125 bis 150 Kilogramm